# Комсомольське сільське поселення (Ігринський район)
Комсомо́льське сільське поселення — муніципальне утворення в складі Ігринського району Удмуртії, Росія. Адміністративний центр — присілок Комсомолець.
Населення — 1575 осіб (2015; 1484 в 2012, 1471 в 2010).

## Склад
До складу поселення входять такі населені пункти:
| Населений пункт       | Населення, осіб (2010) | Населення, осіб (2012) |
| --------------------- | ---------------------- | ---------------------- |
| Бачкеєво, присілок    | 207                    | 217                    |
| Більське, присілок    | 2                      | 2                      |
| Годекшур, присілок    | 73                     | 77                     |
| Калиновка, село       | 183                    | 185                    |
| Калиновка, присілок   | 46                     | 44                     |
| Комсомолець, присілок | 439                    | 436                    |
| Піонерський, виселок  | 84                     | 79                     |
| Сундошур, присілок    | 187                    | 192                    |
| Унтем, присілок       | 250                    | 252                    |